# Andachtsraum im Reichstagsgebäude

Andachtsraum im Reichstagsgebäude

Der Andachtsraum im Reichstagsgebäude ist ein in den Jahren 1998 und 1999 eingerichteter Raum der Besinnung für die Abgeordneten und Beschäftigten des Deutschen Bundestages in Berlin. Die Gestaltung stammt von Günther Uecker.

## Lage, Raum und Gegenstände

Andachtsraum im Reichstagsgebäude

Der Andachtsraum liegt im südöstlichen ersten Obergeschoss des Reichstagsgebäudes zwischen Treppenhaus, Aufzügen und Toilette. Im Vorraum befinden sich in einer beleuchteten Vitrine Ritualgegenstände verschiedener Religionen. Eigens für den Andachtsraum erhielt Bundestagspräsident Norbert Lammert von der katholischen und evangelischen Kirche eine aufwendig gestaltete Bibel. Sie liegt im Eingangsbereich in einem Fach. Das Regal dort sollte eigentlich liturgische Gegenstände aller Weltreligionen beherbergen.
Eine nach Osten gerichtete Treppenstufe weist Anhängern der drei monotheistischen Weltreligionen Christentum, Judentum und Islam den Weg für das Gebet in Richtung Jerusalem und in Richtung Mekka. An der Stirnseite des Raumes findet sich ein sandgestrahlter Altar aus Granit. Eigens konzipierte Bänke und Stühle vervollständigen den Raum. Durch den Einbau einer zum Innenraum offenen Zwischenwand wurde ein Kontrast zur lichtdurchfluteten Architektur Norman Fosters geschaffen. Das indirekte Licht bewirkt nun den Eindruck einer frühmittelalterlichen Krypta.
Insgesamt sieben Tafeln wurden von Uecker in seiner speziellen Stilrichtung mit einer Vielzahl von Nägeln, Farbe, Sand, Steinen und Asche gestaltet und an die Wand gelehnt. Eine Tafel an der Stirnwand lässt durch die Nagelform ein Kreuz erahnen; damit konnte auch die anfängliche Kritik mancher Abgeordneten am fehlenden Kreuz innerhalb des Raumes ausgeräumt werden.
Die Tafeln sind nicht verankert oder in irgendeiner Art befestigt und sollen dem andächtigen Menschen ohne konfessionelle Enge seine Unbehaustheit in dieser Welt nahebringen.
Die Truhenorgel im Andachtsraum wurde von der Orgelbaufirma Karl Schuke (Berlin) nach einem Entwurf von Günther Uecker erbaut. In dem geschlossenen Gehäuse, das keinen sichtbaren Pfeifenprospekt hat, befinden sich vier Register, die weitgehend aus Holz gearbeitet sind (Gedackt 8′, Rohrflöte 4′, Prinzipal 2′, Quinte 2 2⁄3′).

## Nutzung
Eingeladen durch das vom Band übertragene Glockengeläut des Kölner Doms versammeln sich während der Sitzungswochen donnerstags um 8:40 Uhr zehn bis fünfzehn Personen zu einer christlichen Morgenandacht: Eine Tradition, welche zu gleicher Stunde bereits unter Adenauer üblich war. Die Andacht wird abwechselnd von einem evangelischen oder einem katholischen Theologen geleitet. Während der Zusammenkunft stimmen die Versammelten zwei Lieder an. Des Weiteren wird gemeinsam ein Psalm sowie das Vaterunser gebetet. Mit einer kurzen Predigt stimmt der Geistliche auf den beginnenden Tag ein. In den 1960er Jahren in Bonn waren es noch etwa 120 Abgeordnete, die sich zu einer Andacht versammelten. Da die Zahl stetig zurückging, wurde sie im Laufe der Zeit auch für die Mitarbeiter von Verwaltung, Fraktionen und Abgeordneten geöffnet.